# Dactylochelifer kussariensis
Espèce
Synonymes
- Chelifer kussariensis Daday, 1889

Dactylochelifer kussariensis est une espèce de pseudoscorpions de la famille des Cheliferidae.

## Distribution
Cette espèce se rencontre en Azerbaïdjan, en Géorgie, en Turquie, au Liban, en Israël, en Iran, en Afghanistan et au Kazakhstan.

## Liste des sous-espèces
Selon Pseudoscorpions of the World (version 3.0) :
- Dactylochelifer kussariensis arenicola Beier, 1967
- Dactylochelifer kussariensis kussariensis (Daday, 1889)

## Étymologie
Son nom d'espèce, composé de kussar et du suffixe latin -ensis, « qui vit dans, qui habite », lui a été donné en référence au lieu de sa découverte, Qusar.

## Publications originales
- Daday, 1889 : Adatok a Kaukázus álskorpió-faunájának ismeretéhez. Természetrajzi Füzetek, vol. 12, p. 16-22.
- Beier, 1967 : Ergebnisse zoologischer Sammelreisen in der Türkei. Annalen des Naturhistorischen Museums in Wien, vol. 70, p. 301-323 (texte intégral).